# Безином
Безином (также Безеной-Ам) — озеро в Шатойском районе Чечни. Расположено в 7 км юго-восточнее селения Дай, в долине реки Шароаргун у подножья горы Басхойлам.
Образовалось в результате запруживания реки оползнем. Первоначально имело глубину до 40-50 м. В настоящее время имеет площадь 2 га, глубину 4 м, круглую форму и окружено густым лесом. Дно плоское, илистое. Питается дождевой водой и впадающими ручьями. Рыба в озере не водится.
Имеет статус особо охраняемой природной территории республиканского значения.